# Нережишћа
Нережишћа су насељено место и седиште општине у Сплитско-далматинској жупанији, на острву Брачу, Република Хрватска.

## Историја
До територијалне реорганизације у Хрватској налазила су се у саставу старе општине Брач.

## Становништво
На попису становништва 2011. године, општина Нережишћа је имала 862 становника, од чега у самим Нережишћима 616.

### Општина Нережишћа
| Број становника по пописима | Број становника по пописима | Број становника по пописима | Број становника по пописима | Број становника по пописима | Број становника по пописима | Број становника по пописима | Број становника по пописима | Број становника по пописима | Број становника по пописима | Број становника по пописима | Број становника по пописима | Број становника по пописима | Број становника по пописима | Број становника по пописима | Број становника по пописима |
| --------------------------- | --------------------------- | --------------------------- | --------------------------- | --------------------------- | --------------------------- | --------------------------- | --------------------------- | --------------------------- | --------------------------- | --------------------------- | --------------------------- | --------------------------- | --------------------------- | --------------------------- | --------------------------- |
| 1857                        | 1869                        | 1880                        | 1890                        | 1900                        | 1910                        | 1921                        | 1931                        | 1948                        | 1953                        | 1961                        | 1971                        | 1981                        | 1991                        | 2001                        | 2011                        |
| 1.655                       | 2.029                       | 2.144                       | 2.547                       | 2.836                       | 2.619                       | 1.914                       | 1.900                       | 1.615                       | 1.512                       | 1.350                       | 1.105                       | 1.001                       | 1.013                       | 868                         | 862                         |

Напомена: Настала из старе општине Брач. У 1857., 1869. и 1921. садржи део података за општину Бол. У 1921. део података садржан је у општини Сутиван.

### Нережишћа (насељено место)
| Број становника по пописима | Број становника по пописима | Број становника по пописима | Број становника по пописима | Број становника по пописима | Број становника по пописима | Број становника по пописима | Број становника по пописима | Број становника по пописима | Број становника по пописима | Број становника по пописима | Број становника по пописима | Број становника по пописима | Број становника по пописима | Број становника по пописима | Број становника по пописима |
| --------------------------- | --------------------------- | --------------------------- | --------------------------- | --------------------------- | --------------------------- | --------------------------- | --------------------------- | --------------------------- | --------------------------- | --------------------------- | --------------------------- | --------------------------- | --------------------------- | --------------------------- | --------------------------- |
| 1857                        | 1869                        | 1880                        | 1890                        | 1900                        | 1910                        | 1921                        | 1931                        | 1948                        | 1953                        | 1961                        | 1971                        | 1981                        | 1991                        | 2001                        | 2011                        |
| 1.218                       | 1.425                       | 1.464                       | 1.726                       | 1.880                       | 1.688                       | 1.914                       | 1.131                       | 926                         | 848                         | 790                         | 711                         | 721                         | 700                         | 606                         | 616                         |

Напомена: До 1981. исказивано под именом Нережишће. У 1857., 1869. и 1921. садржи податке за насеље Мурвица (општина Бол, а у 1921. за насеље Драчевица. Од 1857. до 1971. садржи податке за бивше насеље Обршје, а од 1857. до 1961. за бивше насеље Смрка, која су од 1880. до 1910. и у 1931. исказивана као насеља.

### Попис1991.
На попису становништва 1991. године, насељено место Нережишћа је имало 700 становника, следећег националног састава:
| Попис 1991.‍  | Попис 1991.‍  | Попис 1991.‍ | Попис 1991.‍ | Попис 1991.‍ |
| ------------ | ------------ | ----------- | ----------- | ----------- |
|              |              |             |             |             |
| Хрвати       | Хрвати       |             | 687         | 98,14%      |
| Југословени  | Југословени  |             | 4           | 0,57%       |
| Македонци    | Македонци    |             | 1           | 0,14%       |
| Словенци     | Словенци     |             | 1           | 0,14%       |
| неопредељени | неопредељени |             | 3           | 0,42%       |
| непознато    | непознато    |             | 4           | 0,57%       |
| укупно: 700  |              |             |             |             |